# Disserth and Trecoed
Disserth and Trecoed (en anglais) ou Diserth a Threcoed (en gallois) est une communauté du Powys, au pays de Galles.

## Géographie
Comme son nom l'indique, la communauté de Disserth and Trecoed se compose des villages de Disserth / Diserth (cy) et Trecoed (cy). Elle comprend aussi les hameaux de Howey et Crossway. Elle se trouve dans le centre du Powys, dans le comté historique du Radnorshire, à mi-chemin entre les villes de Llandrindod Wells au nord et Builth Wells au sud.

## Démographie
Au recensement de 2011, la communauté de Disserth and Trecoed comptait 1 239 habitants.